# The Shape of Punk to Come
The Shape of Punk to Come (Untertitel: A Chimerical Bombination In 12 Bursts) ist ein Musikalbum der schwedischen Band Refused, benannt in Anlehnung an Ornette Colemans Album The Shape of Jazz to Come. Es erschien 1998 auf Burning Heart Records und wird dem Genre Hardcore Punk zugerechnet. Es war das letzte, aber erfolgreichste Album der Band vor der vorübergehenden Auflösung im Jahre 1998.

## Bedeutung
Refused waren eine politische Band. Ihre CD-Booklets und Texte waren Manifeste ihrer antikapitalistischen Überzeugung („Capitalism is organised crime“). Das Besondere an diesem Album ist der ausgiebige Gebrauch an Samplern und Keyboards, der den Sound vielseitiger macht. Es gibt ruhige Stellen, die sich mit harten Gitarrenriffs abwechseln, dann wieder Sequenzen, die an Drum and Bass erinnern. Darüber liegt die Stimme von Dennis Lyxzen, die sich der jeweiligen Songstruktur anpasst; mal schreiend, mal ruhig. Trotzdem gibt der Songtitel „Refused are fuckin dead“ schon eine Vorahnung auf die weitere Entwicklung der Band. 1998 war nicht nur das Jahr der Veröffentlichung dieses Albums, sondern auch das Jahr der vorübergehenden Auflösung von Refused.

## Trackliste
1. Worms of the Senses / Faculties of the Skull (7:05)
2. Liberation Frequency (4:08)
3. The Deadly Rhythm (3:34)
4. Summerholidays vs. Punkroutine (4:01)
5. Bruitist Pome #5 (1:25)
6. New Noise (5:08)
7. The Refused Party Program (2:38)
8. Protest Song ’68 (4:32)
9. Refused Are Fuckin Dead (5:08)
10. The Shape of Punk to Come (5:06)
11. Tannhäuser / Derivè (8:07)
12. The Apollo Programme Was a Hoax (4:13)

## Listenplatzierungen
- Platz 9 der Visions 150 Platten für die Ewigkeit

## Einfluss
Wir haben einen Song auf unserem Album, der direkt von Refused beeinflusst wurde. »The Shape of Punk to Come« gehört für mich zu den 20 besten Alben aller Zeiten. (Duff McKagan über das Album Contraband seiner Band Velvet Revolver). Keith Buckley, Sänger von Every Time I Die und The Damned Things, bezeichnet The Shape of Punk als das einflussreichste Album seines Lebens.

## Rezeption
Das Online-Magazin AllMusic bewertete das Album mit 4,5 von 5 Sternen. Bei Pitchfork Media wurde das Album mit 8,7 von 10 Punkten bewertet. Das deutsche Magazin Visions führte The Shape of Punk to Come auf ihrer 2019 veröffentlichten Liste der 55 besten schwedischen Rockalben.